# Deviation (Seerecht)
Unter Deviation versteht man im Versicherungswesen eine unbegründete Abweichung eines Schiffes von seiner vorhergesehenen normalen Route.

## Einzelheiten
Wenn ein Handelsschiff auf einer Reise von der normalerweise üblichen oder einer im Transportvertrag geregelten Route abweicht, wird der Versicherer des Schiffes für den Rest der Reise von seiner Haftpflicht entbunden. In der Seeversicherungsakte (englisch: Marine Insurance Act) wird hierzu definiert, was man unter der vorhergesehenen normalen Route versteht und welche Gründe der Abweichung zu den erlaubten und den unerlaubten zu zählen sind. Eine Abweichung von der Reiseroute zum Zweck der Lebensrettung wird beispielsweise nicht als unerlaubte Abweichung gezählt.
Passagiere, die auf einem Handelsschiff reisen, haben in der Regel eine Deviationsversicherung abzuschließen, die für finanzielle Verluste aufkommt, falls das Schiff von seiner Reiseroute abweichen muss, um einen erkrankten Passagier in einem nicht auf der Route vorgesehenen Hafen medizinisch versorgen zu lassen.